# Constantijn Dragaš

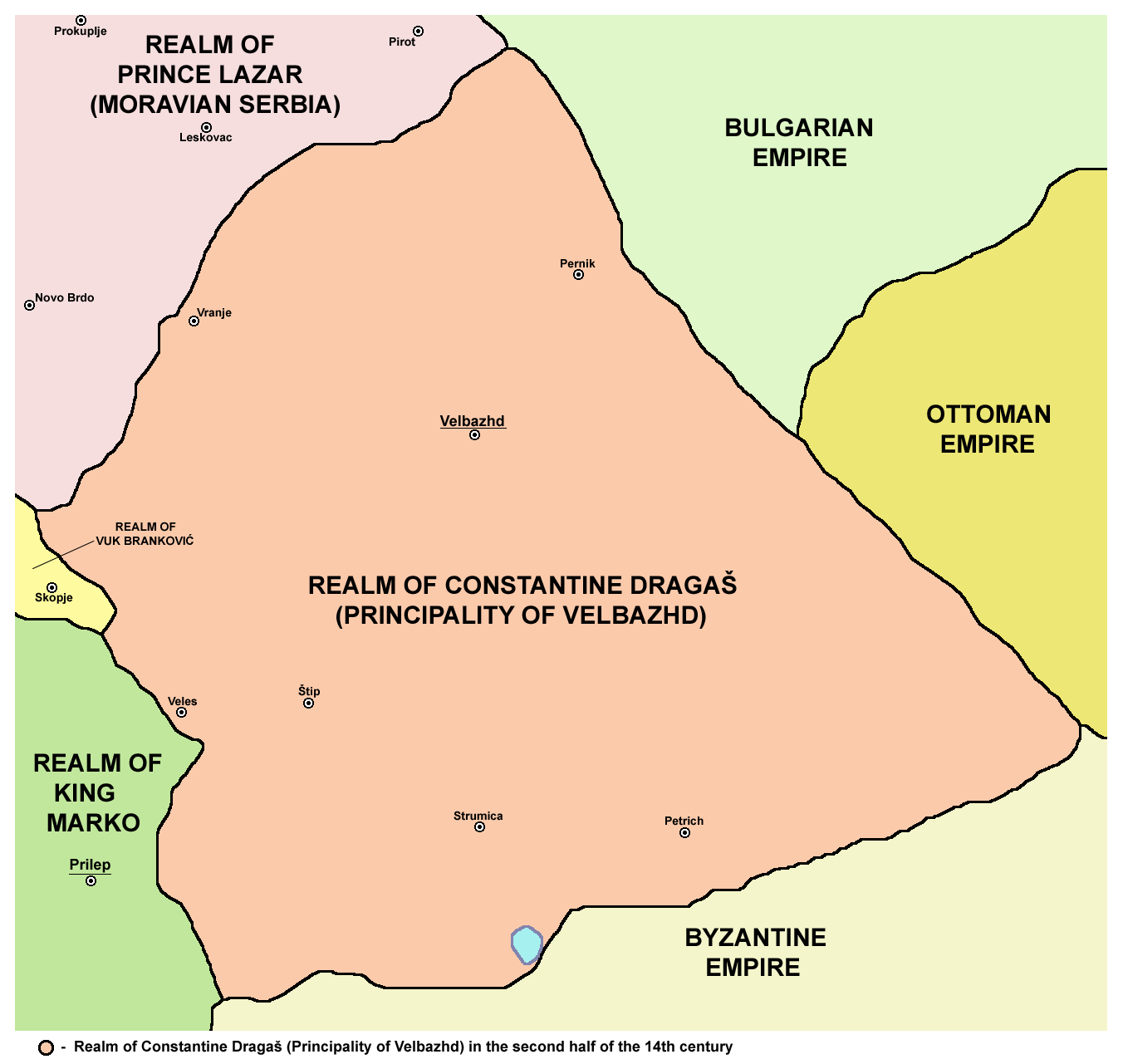
Rijk van Constantijn Dragaš in de 14e eeuw

Constantijn Dragaš (Servisch: Константин Драгаш, Konstantin Dragaš; Grieks: Kωvσταντίνος Δραγάσης, Konstantínos Dragáses) was een plaatselijke half-onafhankelijke heerser van het uiteenvallende rijk rond Velbăžd (Kjustendil) van 1355
tot zijn dood bij de Slag bij Rovine op 17 mei, 1395.

## Levensloop
Dragaš was de zoon van de Servische sebastokratōr Dejan en Theodora (Eudokia), een zuster van de Servische keizer Stefan Dušan. Zijn grootouders aan moederskant waren de Servische koning Stefan Dečanski en Theodora, dochter van keizer Smilets van Bulgarije.
Samen met zijn broer Johannes Dragaš (Jovan Dragaš), die stierf in 1378/1379, regeerde Constantijn grote delen van het Slavische Oost-Macedonië en het midden van het dal van de rivier de Strymon. Dragaš titels wisselen van bron tot bron. Soms wordt hij "heer" (gospodin, kyr of authentēs) genoemd en het kan zijn dat hij de titel Despoot (despotēs) verwierf. In moderne discussies wordt hij meestal zo genoemd. Wellicht kreeg hij de titel van zijn schoonzoon de Byzantijnse keizer Manuel II Palaiologos.
De broers Dragaš schonken vrijgevig aan een aantal kloosters op de berg Athos, waaronder Hilandar, Pantaleimon en Vatopédi.
Na de Slag bij Marica, zagen zij zich gedwongen vazallen van het Ottomaanse Rijk, maar zij behielden goede betrekkingen met hun christelijke buren, waaronder Byzantium. In 1395 werd Dragaš samen met zijn bondgenoot en nabuur Prins Marko, de koning van Prilep gedood in de strijd voor hun Ottomaanse leenheer Bayezid I tegen Mircea cel Bătrân van Walachije bij Rovine niet ver van Craiova. De Ottomanen noemden Dragaš' hoofdstad Velbužd naar hem, Küstendil (nu Bulgaars Kjustendil).

## Familie
Dragaš huwde tweemaal. De naam van zijn eerste vrouw is onbekend. Wel is bekend dat zijn niet dezelfde is als Thamar (Tamara), de dochter (tsaar) Ivan Alexander van Bulgarije, die een zekere despotēs Constantijn getrouwd had. Zijn tweede vrouw was Eudokia Megaskomnene, dochter van keizer Alexios III Megaskomnenos van Trebizonde en Theodora Kantakouzene.
Bij zijn eerste vrouw had Dragaš ten minste een dochter en mogelijk een zoon:
1. Helena Dragases (Jelena Dragaš, non Hypomone), die keizer Manuel II Palaiologos huwde en stierf op 13 mei 1450. Hun vele kinderen omvatten onder andere de laatste twee Byzantijnse keizers. Constantijn XI voegde daarom de naam Dragases toe aan zijn naam
2. (mogelijk) Jakov (Moslim onder de naam Yaqub), die opvolgde als heer van Velbăžd (Kyustendil).